# Ezequiel Morales
Pour les articles homonymes, voir Morales.
Ezequiel Morales, né en 1974 à Lobos en Argentine est un triathlète professionnel, multiple vainqueur sur triathlon Ironman ou Ironman 70.3.

## Palmarès
Le tableau présente les résultats les plus significatifs (podium) obtenus sur le circuit international de triathlon depuis 2004,.
| Année | Compétition                             | Pays       | Position           | Temps           |
| ----- | --------------------------------------- | ---------- | ------------------ | --------------- |
| 2012  | Ironman Brésil                          | Brésil     | Médaille d'or      | 8 h 22 min 40 s |
| 2011  | Ironman Wisconsin                       | États-Unis | Médaille d'or      | 8 h 45 min 18 s |
| 2011  | Ironman Brésil                          | Brésil     | Médaille de bronze | 8 h 19 min 49 s |
| 2011  | Half Triathlon Concordia                | Argentine  | Médaille d'argent  | 4 h 0 min 16 s  |
| 2010  | Ironman Brésil                          | Brésil     | Médaille d'argent  | 8 h 12 min 44 s |
| 2010  | Ironman 70.3 Brésil                     | Brésil     | Médaille d'or      | 3 h 52 min 18 s |
| 2006  | Coupe panaméricains - l'étape de La Paz | Bolivie    | Médaille d'or      | 1 h 56 min 14 s |
| 2004  | Coupe panaméricains - l'étape de La Paz | Bolivie    | Médaille de bronze | 1 h 51 min 34 s |